# Selección de balonmano de Venezuela
La Selección de Balonmano de Venezuela es el equipo formado por jugadores de nacionalidad Venezuela que representa a la Federación Venezolana de Balonmano en las competiciones internacionales organizadas por la Federación Internacional de Balonmano (IHF) o el Comité Olímpico Internacional (COI). Hasta la fecha, el mayor éxito de este conjunto se corresponde al 2.º puesto alcanzado en los Juegos Centroamericanos y del Caribe y 8.º lugar en el Campeonatos Panamericanos de 2012.
Es una selección muy joven, se unió a la Federación Internacional de Balonmano (IHF) en el año 2006.

## Historial

### Campeonatos del Mundo
- 2007 - No Clasifico
- 2009 - No Clasifico

### Campeonatos de América
- 2006 - No Clasifico
- 2008 - No Clasifico
- 2010 - No Clasifico
- 2012 - 8.º lugar

### Juegos Centroamericanos y del Caribe
- 2010 -  Subcampeón

### Juegos Suramericanos
- 2014 - 5.º lugar
- 2022 - 5.° lugar

### Juegos Bolivarianos
- 2013 -  Campeón
- 2017 -  3.º lugar
- 2022 -  2.º lugar

### Trofeo Intercontinental de Balonmano
- 2011 -  Subcampeón

### Selección juvenil Sub-19
- Campeonato Mundial de Balonmano Masculino Juvenil:
- 2009 - 18.º lugar
- 2013 - 20.º lugar
- 2015 - 22.º lugar
- Campeonato Panamericano de Balonmano Masculino Juvenil:
- 2008 - 4.º lugar
- 2010 - 5.º lugar
- 2011 - 4.º lugar
- 2013 -  3.º lugar
- 2014 - 4.º lugar
- 2017 - 4.º lugar
- Campeonato de balonmano juvenil masculino de América del Sur y Central:
- 2022 - 6.° lugar

### Selección juvenil Sub-17
- Campeonato Panamericano de Balonmano Masculino Juvenil Sub-17
- 2008 -  3.º lugar
- Campeonato Sudamericano de Balonmano Masculino Juvenil Sub-17
- 2012 -  Subcampeón